# The Exposure
The Exposure ist ein schweizerisch-britischer Spielfilm aus dem Jahr 2025 mit Deleila Piasko und Milan Peschel von Regisseur und Drehbuchautor Thomas Imbach. Dessen Drehbuch basiert auf der 1924 veröffentlichten Novelle Fräulein Else des österreichischen Schriftstellers Arthur Schnitzler.

## Handlung
Die 19-jährige Lili ist die Tochter eines bankrotten Anwalts im Engadin der 1920er-Jahre. Von ihrer Mutter wird sie dazu gedrängt, den Kunsthändler Dorsday, einen Freund der Familie, um Geld zu bitten, damit ihr Vater nicht ins Gefängnis muss. 
Dorsday ist allerdings nur dann dazu bereit, die Schulden des Vaters zu tilgen, wenn er Lily für eine Viertelstunde nackt ansehen darf. Lili muss sich entscheiden zwischen ihrer eigenen Integrität und der Loyalität zu ihrer Familie.

## Produktion und Hintergrund
Die Dreharbeiten fanden 2023 unter dem Arbeitstitel Lili statt, gedreht wurde im Filmstudio Basel im Hammering-Man-Studio. Das Projekt wurde als Virtual Production mithilfe der Unreal Engine 5 realisiert, die Hintergründe wurden in einem 3D-Programm zusammengestellt. Die Schauspieler konnten auf die virtuellen Hintergründe reagieren.
Produziert wurde der Film von der Schweizer Okofilm Productions und der britischen Prestige Film, als Produzenten fungierten Thomas Imbach, Andrea Štaka und Dan Wechsler. Beteiligt waren das Schweizer Radio und Fernsehen (SRF) und die Schweizerische Radio- und Fernsehgesellschaft (SRG SSR), unterstützt wurde die Produktion vom Bundesamt für Kultur, der Basler Filmförderung sowie Suissimage.
Die Kamera führte Tom Keller, die Montage verantworteten Rosa Albrecht, Andrew Bird, David Charap und Thomas Imbach, die Musik schrieb Ephrem Lüchinger. Den Ton gestalteten Peter Bräker und Diego Reiwald, das Kostümbild Rudolf Jost, das Maskenbild Marc Hollenstein und Jekaterina Oertel und das Szenenbild Martin Mur.

## Veröffentlichung
Premiere war am 29. Juni 2025 am Filmfest München im Wettbewerb CineMasters.

## Rezeption
Corinna Götz meinte auf the-spot-mediafilm.com, dass die Produktion nicht trotz, sondern dank der spezifischen technischen Voraussetzungen ein einzigartiger, aufregender, sinnlicher, verspielter, raffinierter, angstfreier und oft sehr lustiger Film von hypnotischer, kompromissloser Schönheit sei, und das alles verkörpere auch die umwerfende Hauptdarstellerin Deleila Piasko.